# خربة قانا

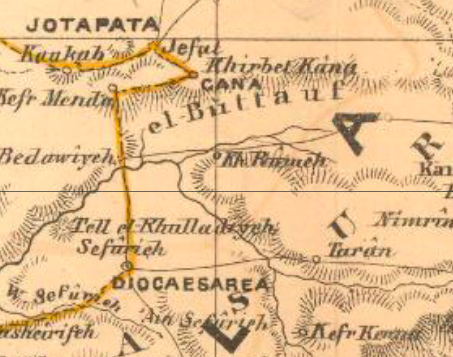
خريطة توضح موقع قانا في خربة قانا (أعلى)، وكفر كنا (أسفل)، وفقًا لأبحاث الكتاب المقدس لإدوارد روبنسون عام 1841 في فلسطين.

خربة قانا، هو موقع أثري في الجليل الأسفل في إسرائيل. وبها بقايا مستوطنة من الفترة الهلنستية إلى الفترة الفتوحات الإسلامية، وارتبط الموقع بحفل عرس قانا في العهد الجديد.

## الاحتلال والتهجير
كانت الخربة قديماً قرية فلسطينية صغيرة، يبلغ عدد سكانها ما يقارب 300 نسمة، ولكن بعد إجراءات المشددة والاعتداءات المتكررة والتضييق من الجيش الإسرائيلي والمستوطنون، أُجبر بعض الأهالي على ترك البلدة.

## قانا الكتاب المقدس
خربة قانا (التربيع: 178/247) هي أحد المواقع في الجليل التي يرجحها بعض الباحثون أنها مدينة قانا التوراتية، عندما قام يسوع بتحويل الماء إلى خمر في عرس قانا. بحلول العصور الوسطى، تكشف نصوص الحجاج المسيحيين أن خربة قانا كانت مرتبطة بقانا التوراتية خلال تلك الفترة، بما في ذلك رواية التاجر الإنجليزي سايوولف في القرن الثاني عشر.

## وصف الموقع
تقع خربة قانا على تلة ارتفاعها 100 متر، في الجهة الشمالية من سهل البطوف. أظهرت الحفريات أن خربة قانا كانت تستخدم كمستوطنة من الفترة الهلنستية إلى الفتوحات الإسلامية، واستوطنت المدينة من الفترة الهلنستية حتى الفترة البيزنطية. كانت خربة قانا قرية ريفية ذات كثافة سكانية عالية، ولكنها صغيرة، تعتمد بشكل أساسي على الزراعة.

## صناعة

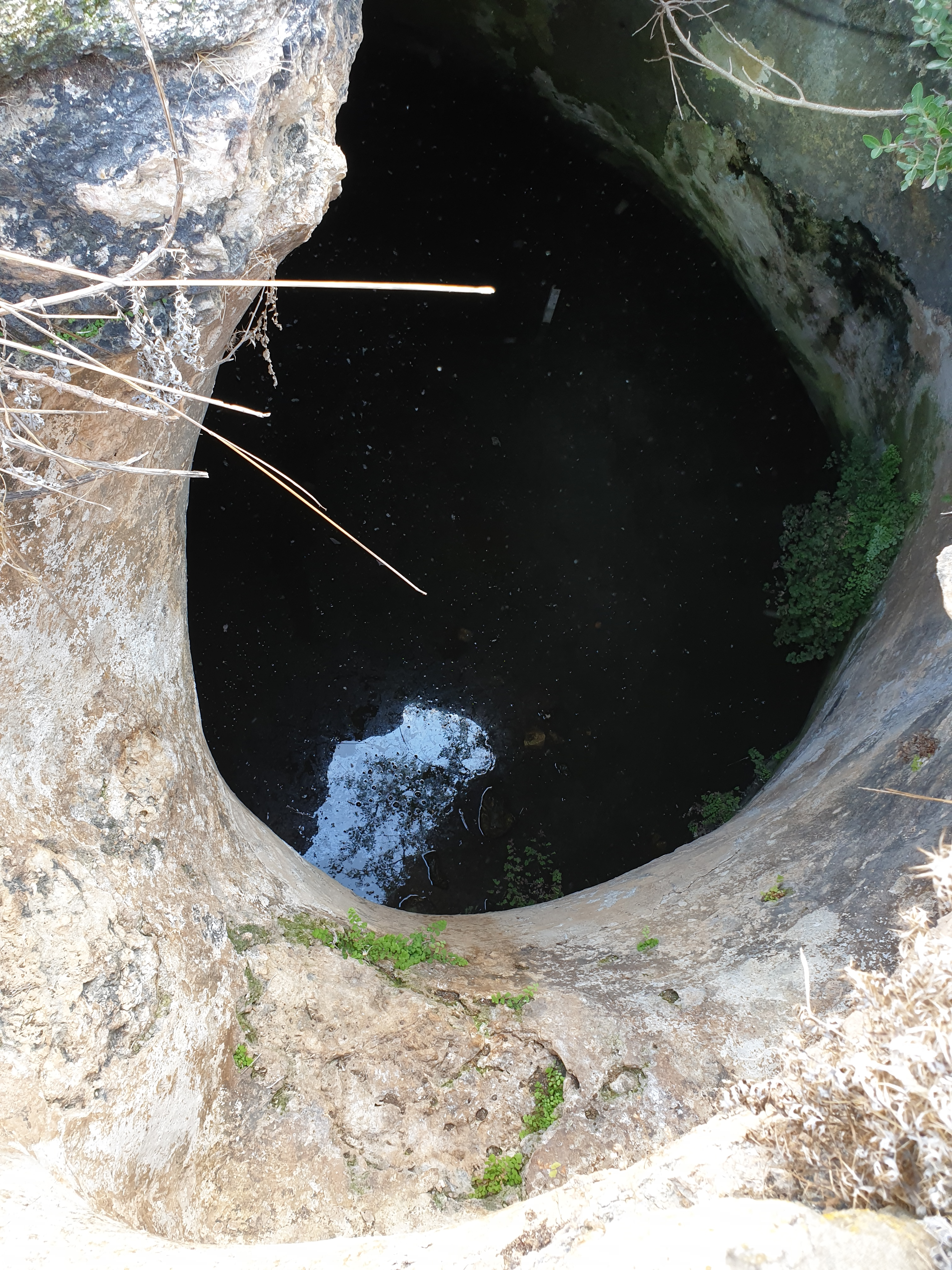
خربة قانا – بئر الماء

عثر على مباني صناعية في ضواحي البلدة، ومرافق لتربية الحمام ومعاصر الزيتون وصباغة الأقمشة وصناعة الزجاج. كما عثر على أكثر من 60 صهريجًا لتخزين المياه في موقع التنقيب.